# U-544
 U-544  — немецкая подводная лодка типа IXC/40, времён Второй мировой войны. 
Заказ на постройку субмарины был отдан 5 июня 1941 года. Лодка была заложена на верфи судостроительной компании «Дойче Верфт АГ» в Гамбурге 3 июля 1942 года под строительным номером 365, спущена на воду 17 февраля 1943 года, 5 мая 1943 года под командованием капитан-лейтенанта Вилли Маттке вошла в состав учебной 4-й флотилии. 1 ноября 1943 года вошла в состав 10-й флотилии. Лодка совершила один боевой поход, успехов не достигла. 16 января 1944 года лодка была потоплена в Северной Атлантике, к северо-западу от Азорских островов, в районе с координатами 40°30′ с. ш. 37°20′ з. д. глубинными бомбами и реактивными снарядами с американского самолёта типа «Эвенджер» из авиагруппы эскортного авианосца USS Guadalcanal (CVE 60). Все 57 членов экипажа погибли. 